# Far Cry 3
Far Cry 3 — відеогра в жанрі відкритий світ, FPS з елементами RPG, третя (не враховуючи аддонів та спін-оффів) гра з однойменної серії ігор. «Far Cry 3» розроблена для IBM PC-сумісних комп'ютерів (під керуванням операційних систем сімейства Microsoft Windows) та ігрових приставок Xbox 360 і PlayStation 3 трьома студіями, що входять до складу компанії Ubisoft: Ubisoft Montreal, Ubisoft Shanghai, а також Ubisoft Massive. Офіційним видавцем «Far Cry 3» також є компанія Ubisoft. Гра вийшла 29 листопада 2012. У грі використовується оновлена версія ігрового рушія Dunia Engine, який використовувався в «Far Cry 2».
Незважаючи на те, що перші відомості про «Far Cry 3» з'явилися в серпні 2008 року, офіційний анонс відбувся лише 6 червня 2011 року на прес-конференції Ubisoft під час виставки E3 2011. Тоді ж було опубліковано безліч матеріалів та відомостей про гру, цільові платформи, а також можлива дата виходу «Far Cry 3».

## Сюжет
Головний герой, Джейсон Броді, вирушає з друзями у відпустку на надзвичайно гарний тропічний острів Рук Айленд. Після парашутного стрибка, приземлившись на одному з островів архіпелагу, вони потрапляють до рук місцевих піратів під керівництвом Вааса — психопата, наркомана й садиста. Вночі, Ґрант — старший брат Джейсона, ініціює разом з ним втечу, використовуючи свої армійські навички і по ходу справи вчить декільком прийомам безшумного пересування по ворожій території. Однак втеча завершується трагедією і Ґрант помирає від рук Вааса, а Джейсону як насмішку дають тридцять секунд на втечу, при цьому кажучи, що — «Якщо не ми, то джунглі вб'ють тебе». Під час переправи через канатний міст, героя зненацька застигає бойовий вертоліт піратів. Кулеметні постріли перерізають мотузки: Джейсон падає в річку і втрачає свідомість. Його рятує глава місцевого опору — Денніс Роджерс, який вважає Джейсона воїном, бо той єдиний, хто зміг втекти з табору піратів і вціліти. Набивши хлопцю його першу татау (місцеве традиційне татуювання воїна) і швидко пояснивши ситуацію, Денніс втягує Джейсона в тривалу війну повстанців і піратів за владу над островом, обіцяючи допомогти йому звільнити інших друзів. Далі юному воїну доведеться пройти нелегкий і довгий шлях, від простого міського хлопця, який жодного разу в житті не стріляв у людей, до розважливого й жорстокого воїна, який вирішить долю островів, оповитих таємницями і божевіллям. У грі існують дві альтернативні кінцівки. (Перша кінцівка)- Джейсон рятує своїх друзів і повертається додому з друзями. (Друга кінцівка)- Джейсон власними руками вбиває своїх друзів і приєднується до племені, але вождь вбиває головного героя. Після кожної кінцівки доступний режим вільного дослідження острова.

## Персонажі
- Джейсон Броді — протагоніст. Середній з братів Броді. На початку гри слабкий духом, боязкий і має вразливий характер. Але події гри докорінно змінюють його, на думку деяких персонажів, викриваючи його справжню сутність. Може загинути, в залежності від вибору гравця.
- Ваас Монтенеґро — антагоніст, ватажок банди піратів. Жорстокий і непередбачуваний. Вбитий Джейсоном.
- Цитра Талуґмай — вождь племені Рак'ят. Може загинути від вибору гравця.
- Бак Х'юз — негативний персонаж. Псих, який купив у Вааса Кіта. Вбитий Джейсоном.
- Хойт Волкер — головний антагоніст. Жорстокий рабовласник, бос Вааса. Вбитий Джейсоном.
- Доктор Ален Ернхардт — доктор з пошкодженою психікою. Тим не менш, він має добрі наміри.
- Ґрант Броді — старший брат Джейсона, Вбитий Ваасом.
- Денніс Роджерс — ватажок повстання, член племені Рак'ят, друг Джейсона.
- Уілліс Хантлі — американський шпигун. Працює на ЦРУ.
- Ліза Сноу — дівчина Джейсона.
- Олівер Карсвелл — друг Джейсона.
- Кіт Рамсі — друг Джейсона.
- Дейзі Лі — дівчина Ґранта.
- Райлі Броді — молодший брат Джейсона.
- Сем Бекер — знайомий Уілліса, друг Джейсона, агени ЦРУ. Володіє німецьким акцентом, хоча за його твердженням, він народився та виріс в США. Незважаючи на те, що фактично працює на Хойта (агент ЦРУ під прикриттям), він його вкрай недолюблює і допомагає Джейсону в його усуненні.

## Нововведення
- Додані RPG елементи: система розвитку персонажа з древом умінь, збір предметів і трав, система створення речей.
- Присутня система укриттів зразок наявних в Crysis 2 (покращений).
- Доступні міні-ігри (покер, метання ножів, перегони на час, стрільба по птахах).
- Присутня система швидких переміщень.
- Вбиті вороги залишаться мертвими, так що захоплені області будуть такими й залишатися.
- Зброя не іржавіє, і не заклинює.
- Таблетки від малярії непотрібні, оскільки у грі відсутня можливість захворіти.
- Ігрова мапа являє собою архіпелаг: події самітної гри відбуваються на одному острові, кооперативного режиму на іншому, а PvP на третьому.
- Додане полювання на дику фауну, так само вона поєднана з рольовою системою, а також з трупів вбитих тварин можна зібрати шкури, які надалі будуть використовуватися для створення сумок, поясів і ременів для підвищення ліміту на переносне озброєння та речі.

## Кооперативна гра
На прес-конференції Sony на E3 було оголошено, що Far Cry 3 буде включати не лише самітну гру, але й мультиплеєр. У грі будуть присутні кампанії в моді кооперативу, в які ви зможете грати з 3 друзями. Кооператив дозволить побачити острів очима іншого персонажа, який робить все можливе для того, щоб вціліти. Капітан зрадив свою команду, продавши судно піратам. Ті, хто вціліли намагаються врятувати своє життя всіма силами і прагнуть помститися.

Члени команди:
- Каллум, шотландський ґангстер.
- Леонард, колишній поліцейський.
- Михайло, російський найманий вбивця.
- Тиша, колишній військовослужбовець.

Розробники випустили нові місії для кооперативу ексклюзивно на PlayStation 3, а пізніше й на інші платформи.

## Цікаві факти
- Коли доктор Ернхардт посилає головного героя за ліками для Дейзі в печеру, Джейсон, перед тим, як стрибнути з уступу, вимовляє: «стрибок віри». Це відсилання до серії Assassin's Creed, розробником якої також є Ubisoft Montreal
- На острові можна знайти голову Крістофера Чарльза Мінц-Плассе на одному з узбереж величезного архіпелагу. Пасхалка стала доступна після завершення циклу серіалу FAR CRY EXPERIENCE [Архівовано 6 січня 2013 у Wayback Machine.].